# 約束 (SEAMOの曲)
『約束』（やくそく）は、SEAMOの15枚目のシングル。

## 解説
- 前作『海へいこう』から約7ヶ月ぶりのリリースである。
- PVには住谷正樹（レイザーラモンHG）・鈴木杏奈（住谷杏奈）夫妻が出演している。
- 初回仕様限定盤には「約束」発売記念ミニライヴ&握手会の参加券を封入。

## 収録曲
1. 約束
作詞：Naoki Takada
作曲：Naoki Takada & Shintaro“Growth”Izutsu
編曲：Shintaro“Growth”Izutsu・江口貴勅
2. Stronger feat. MAY-LU〜モンハン音楽部MIX〜
作詞：Naoki Takada
作曲：Naoki Takada & Shintaro“Growth”Izutsu,カプコン・サウンドチーム
編曲：Shintaro“Growth”Izutsu
3. Sunday Brunch
作詞：Naoki Takada
作曲：Naoki Takada & Shintaro“Growth”Izutsu
編曲：Shintaro“Growth”Izutsu
4. 約束 (Instrumental)
5. Stronger〜モンハン音楽部MIX〜 (Instrumental)
6. Sunday Brunch (Instrumental)